# Tortilicaulis
Tortilicaulis é um gênero extinto de vegetais semelhante a musgos.  conhecido a partir de fósseis encontrados no sul da Grã-Bretanha, datada do final do siluriano e início do devoniano. (por volta de 430 até 390 milhões de anos atrás).  Originalmente encontrado do devoniano no País de Gales, o gênero Tortilicaulis foi encontrado na famosa localidade de Ludlow Lane. 
Embora seja geralmente aceito que o gênero Tortilicaulis era semelhante a um musgo, não foi encontrado um fóssil em um estado de preservação suficientemente bom para permitir o estudo necessário para atribuí-lo firmemente a um grupo taxonômico. Os fósseis consistem em um esporângio apical alongado, que pode ser ramificado, com paredes em espiral presas a um pedúnculo indiviso que também é torcido.   Diferente de outras plantas da época, os esporos do gênero Tortilicaulis estavam cobertos por pequenos grânulos.  
As suspeitas iniciais de sua descritora, Dianne Edwards, eram de que os fósseis se tratavam de uma briófita,  e comparações foram feitas com vários grupos.  Uma possível associação com o musgo Takakia é apoiada devido às características dos esporângios, como o formato alongado, a torção incomum e a posição terminal dos esporângios.

## Taxonomia
Como os esporângios de Tortilicaulis são ramificados, a análise cladística sugere que o gênero poderia ter pertencencido à Horneophytopsida, uma classe de polisporangiófitos que, ao contrário das briófitas, têm caules ramificados com esporângios.  A sua natureza é precisa e, portanto, a sua classificação permanece incerta.  Para o cladograma, veja o artigo Horneophytopsida.